# 223 Dywizja Piechoty (III Rzesza)
223 Dywizja Piechoty (niem. 223. Infanterie-Division) – niemiecka dywizja z czasów II wojny światowej, sformowana przez dowództwo Landwehry w Dreźnie na mocy rozkazu z 26 sierpnia 1939 roku, w 3 fali mobilizacyjnej w IV Okręgu Wojskowym.

## Struktura organizacyjna
- Struktura organizacyjna w sierpniu 1939 roku:

344., 385. i 425 pułk piechoty, 223 pułk artylerii, 223 batalion pionierów, 223 oddział rozpoznawczy, 223 oddział przeciwpancerny, 223 oddział łączności, 223 polowy batalion zapasowy;
- Struktura organizacyjna w styczniu 1940 roku:

344., 385. i 425 pułk piechoty, 223 pułk artylerii, 233 batalion pionierów, 1/233 oddziału rozpoznawczego, 233 oddział przeciwpancerny, 233 oddział łączności, 233 polowy batalion zapasowy;
- Struktura organizacyjna w grudniu 1942 roku:

344., 385. i 425 pułk grenadierów, 223 pułk artylerii, 233 batalion pionierów, 233 oddział przeciwpancerny, 233 oddział łączności,  polowy batalion zapasowy;

## Dowódcy dywizji
- Generalleutnant Paul – Willi Körner 26 VIII 1939 – 6 V 1941;
- General Rudolf Lüters 6 V 1941 – 20 X 1942;
- Generalleutnant Christian Usinger 20 X 1942 - IX 1943;